# Does Anybody Out There Even Care
Does Anybody Out There Even Care is een nummer van de Amerikaanse rockmusicus Lenny Kravitz uit 1990. Het is de vijfde en laatste single van zijn debuutalbum Let Love Rule.
In "Does Anybody Out There Even Care" zingt Kravitz over een betere wereld, en zijn wens dat liefde overwint van haat. Het nummer flopte echter in Amerika, maar haalde in Nederland de 8e positie in de Tipparade.